# Altikon
Altikon is een gemeente en plaats in het Zwitserse kanton Zürich, en maakt deel uit van het district Winterthur.
Altikon telt 623 inwoners.